# Mario Liverani
Mario Liverani (* 10. Januar 1939 in Rom) ist ein italienischer Altorientalist und war von 1973 bis zu seiner Emeritierung 2011 Professor an der Universität La Sapienza in Rom.
Liverani ist Ehrendoktor der Universitäten Kopenhagen und Madrid und Mitglied bedeutender Assoziationen auf dem Gebiet der Altorientalistik, unter anderem der American Oriental Society. Seit 2000 ist er Mitglied der Accademia delle Scienze di Torino,  seit 2001 korrespondierendes Mitglied der Accademia dei Lincei. Bekannt ist er vor allem für seine Arbeiten zur Politikgeschichte der späten Bronzezeit.

## Publikationen (Auswahl)
- L’origine delle città (= Libri di base. 99). Riuniti, Rom 1986, ISBN 88-359-2935-0.
- als Herausgeber: Akkad. The First World Empire. Structure, ideology, traditions (= History of the ancient Near East. Studies. 5, ISSN 1120-4680). Sargon, Padua 1993.
- Studies on the Annals of Ashurnasirpal II. Band 2: Topographical Analysis (= Quaderni di geografia storica. 4, ZDB-ID 778685-2). Università degli Studi La Sapienza, Rom 1992.
- Guerra e diplomazia nell’antico Oriente. 1600–1100 a. C. Laterza, Rom 1994, ISBN 88-420-4457-1.
- als Herausgeber: Neo-Assyrian geography (= Quaderni di geografia storica. 5). Università di Roma – Dipartimento di scienze storiche, archeologiche e antropologiche dell’Antichità, Rom 1995.
- Uruk la prima città (= Biblioteca essenziale Laterza. 16). Laterza, Rom u. a. 1998, ISBN 88-420-5622-7.
- als Herausgeber: Le lettere di el-Amarna. 2 Bände. Paideia, Brescia 1998–1999;
  - Band 1: Le lettere dei „Piccoli Re“ (= Testi del Vicino Oriente antico. 2: Letterature mesopotamiche. 3, 1). 1998, ISBN 88-394-0565-8;
  - Band 2: Le lettere dei „Grandi Re“ (= Testi del Vicino Oriente antico. 2: Letterature mesopotamiche. 3, 2). 1999, ISBN 88-394-0566-6.
- Oltre la Bibbia. Storia antica di Israele. Laterza, Rom u. a. 2003, ISBN 88-420-7060-2.
- Myth and Politics in Ancient Near Eastern Historiography. Equinox, London 2004, ISBN 1-904768-04-0.
- Imagining Babylon: The Modern Story of an Ancient City (Studies in Ancient Near Eastern Records (SANER) Book 11), ISBN 978-1-61451-602-6